# 加夫列尔·梅尔卡多
加夫列尔·伊万·梅尔卡多（西班牙語：Gabriel Iván Mercado；1987年3月18日—）是一名阿根廷职业足球运动员，目前效力于國際體育會。場上的主要位置是右后卫，有時也可以是一位中后卫。
2015年梅尔卡多跟隨河床體育會奪得2015年南美自由盃冠軍。2016年，他以250万欧元的身价加盟塞维利亚。
梅尔卡多曾代表阿根廷國家足球隊奪得百年美洲盃亚军，并隨隊出戰2018年國際足協世界盃。

## 榮譽
拉普拉達學生隊
- 阿根廷足球甲級聯賽：2010 春季

河床
- 阿根廷足球甲級聯賽：Torneo Final 2014
- Copa Campeonato：2013–14
- Copa Sudamericana：2014
- 南美超級盃：2015
- 南美自由盃：2015
- 駿河銀行錦標賽：2015
- 阿根廷盃：2016

阿根廷
- 國際足協U-20世界盃：2007
- 美洲盃足球賽亞軍：2016
- 南美超級經典盃：2017